# The Return of Draw Egan
The Return of Draw Egan è un film muto del 1916 diretto e interpretato da William S. Hart. Altri interpreti erano Margery Wilson, Robert McKim, Louise Glaum, J.P. Lockney.

## Trama
"Draw" Egan, un pistolero, viene scambiato dagli abitanti di una cittadina del West per un uomo di legge: gli affidano, così, la città per ripulirla dai banditi e dai malviventi. Innamorato di Myrtle Buckton, la figlia del sindaco, Egan decide di restare a Yellow Dog e di accettare la carica di sceriffo, lasciandosi alle spalle il suo passato.
Quando, però, un suo vecchio compare, Arizona Colt, lo ricatta minacciando di raccontare a tutti chi egli sia veramente se non lo aiuterà a mettere le mani sulla città, Egan non accetta compromessi. Ne segue una sparatoria nella quale Arizona resta ucciso. Egan, allora, si costituisce ma i cittadini di Yellow Dog decidono di mettere una pietra sopra il suo passato. Ormai l'ex bandito è diventato uno stimato cittadino e può costruirsi un futuro insieme alla sua Myrtle.

## Produzione
Il film fu prodotto da Thomas H. Ince per la Kay-Bee Pictures e New York Motion Picture. Venne girato dal 29 aprile 1916 al 24 maggio 1916.

## Distribuzione
Il copyright del film, richiesto dalla Tri-Stone Pictures, Inc., fu registrato il 25 maggio 1924 con il numero LP20238.

Distribuito dalla Triangle Distributing e dalla New York Motion Picture, uscì nelle sale cinematografiche statunitensi il 15 ottobre 1916.
Il film è stato distribuito nel 2010 in DVD dalla Grapevine Video e dall'Alpha Video.

### Conservazione
Copie della pellicola si trovano negli archivi dell'International Museum of Photography and Film at George Eastman House di Rochester, in quelli del Museum of Modern Art di New York, nella Newhall/William S. Hart film collection, in collezioni private, alla Cinémathèque Royale di Bruxelles, al Filmmuseum di Amsterdam, all'UCLA Film And Television Archive di Los Angeles, al Danish Film Institute di Copenaghen.